# Уница (река, впадает в Онежское озеро)
У́ница — река в Медвежьегорском и Кондопожском районах Карелии. Длина реки — 55 км.

## Физико-географическая характеристика
Берёт своё начало в небольшом, заболоченном озере Суармламби недалеко от населённого пункта Чёбино. Далее, образуя множество порогов, река впадает в Уницкую губу Онежского озера.
В верхнем течении река впадает в Уницкое озеро и затем вытекает из него. В нижнем течении река впадает в Нижнее Уницкое озеро и затем вытекает из него. В Уницу впадают: реки Чёбинка (с притоком — Тогоручьём) и Гарвия. На реке расположены пороги: Кондруткин, Спорный, Кайкумбух, Большой, Мостовой, Шуньский, Роппорог и многие другие.
К бассейну Уницы также относится водораздельное Верхнее Пигмозеро.
Рядом с устьем находится деревня Уница.
По реке проходят туристические маршруты на байдарках.

## Фотографии
|  |  |